# Batuíra (espírita)
António Gonçalves da Silva, conhecido como Batuíra (Vila Meã, 26 de dezembro de 1838 – São Paulo, 22 de janeiro de 1909), foi uma importante personalidade do espiritismo brasileiro.

## Biografia
Nascido em Vila Meã, na freguesia de São Tomé do Castelo, hoje integrada no concelho de Vila Real, em Portugal, emigrou para o Brasil com onze anos de idade, desembarcando na Guanabara em 3 de Janeiro de 1850. 
Viveu até aos quatorze no Rio de Janeiro, então capital do Império.
Durante três anos trabalhou no comércio da Corte. Depois passou para Campinas, São Paulo, onde ficou por algum tempo até que se transferiu definitivamente para a capital paulista, que na ocasião deveria possuir menos de 30 mil habitantes. Durante os primeiros anos, foi distribuidor do Correio Paulistano. À época, não havia bancas de jornais nos lugares públicos. A entrega se fazia à tarde, de porta em porta, e tão somente aos assinantes. Como entregador de jornais, fez amigos e admiradores. Parece que neste período que aprendeu a arte tipográfica, certamente nas próprias oficinas do Correio Paulistano.
Batuíra dedicou-se depois à fabricação de charutos. Assim, com bastante trabalho e economia, ele fazia crescer suas modestas finanças, o que lhe permitiu esposar a Srta. Brandina Maria de Jesus, de quem teve um filho, Joaquim Gonçalves Batuíra.
Investiu parte de seu dinheiro na compra de áreas desvalorizadas, iniciando a construção de pequenas casas para alugar, tornando-se assim um abastado proprietário, cujos haveres traduziam o fruto de muitos anos de trabalho.
Na ocasião em que tudo parecia correr bem, morre, quase repentinamente, o filho único de sua segunda esposa, D. Maria das Dores Coutinho e Silva, uma criança de doze anos.
O casal buscou consolo na Doutrina dos Espíritos. Tão grande foi a paz que o Espiritismo lhes proporcionou, que Batuíra desejava que seus amigos tivessem conhecimento daquela abençoada fonte de esperanças novas.
No ano de 1889, Batuíra passou a ser, na cidade de São Paulo, o agente exclusivo do "Reformador", função de que se encarregou até 1899 ou 1900. No dia 6 de Abril de 1890, restabeleceu o Grupo Espírita Verdade e Luz, que havia muito "se achava adormecido". Adquiriu então uma pequena tipografia, destinada a divulgação e propagação do Espiritismo, editando a publicação quinzenal chamada "Verdade e Luz", que atingiu no ano de 1897, a marca de 15 mil exemplares.
Batuíra era também médium curador, sendo centenas as curas de caráter físico e espiritual que obtinha ministrando água efluviada ou aplicando passes magnéticos.
Ele criou grupos e centros espíritas em São Paulo, Minas Gerais, Rio de Janeiro, os quais animava e assistia. Realizou conferências sobre diversos temas doutrinários, em inúmeras cidades de vários estados, ocasião em que também visitava e curava irmãos sofredores. Além disso, distribuiu milhares de livros pelo interior do país.
Batuíra, unido a outros confrades ilustres, constituiu na capital paulista, em maio de 1908, a União Espírita do Estado de São Paulo, que federaria todos os centros e grupos existentes no Estado.